# Quella vecchia canaglia
Quella vecchia canaglia è un film del 1934 diretto da Carlo Ludovico Bragaglia.